# Believe in Him
Believe in Him è il quarantacinquesimo album in studio del cantante statunitense Johnny Cash, pubblicato nel 1986.

## Tracce
1. Believe in Him – 3:25 (Jimmy Tittle)
2. Another Wide River to Cross – 2:25 (Johnny Cash)
3. God Ain't No Stained Glass Window – 3:07 (Mark Germino)
4. Over There – 3:12 (Ray Pennington)
5. The Old Rugged Cross (with Jessi Colter) – 2:25 (George Bennard)
6. My Children Walk in Truth – 2:39 (Johnny Cash)
7. You're Driftin' Away – 1:35 (Bill Monroe)
8. Belshazzar – 2:51 (Johnny Cash)
9. Half a Mile a Day – 3:21 (Johnny Cash)
10. One of These Days I'm Gonna Sit Down and Talk to Paul – 3:04 (Johnny Cash)